# Estación de Algodor
Algodor es una estación de ferrocarril situada en el municipio español de Aranjuez, en la Comunidad de Madrid. Constituye un nudo ferroviario de carácter secundario. En la actualidad no dispone de servicio de viajeros y sus instalaciones son empleadas principalmente para funciones logísticas.
Históricamente, la estación de Algodor fue un importante nudo ferroviario en el que se bifurcaban las líneas férreas Madrid-Ciudad Real y Castillejo-Toledo. Por su recinto se llegó a mover un considerable volumen de pasajeros y mercancías. Debido a ello, Algodor dispuso en su época de unas importantes instalaciones que incluían una amplia playa de vías, un enclavamiento, depósitos de agua, cocheras de locomotoras, puente giratorio, etc. Sin embargo, tras el cierre parcial de las líneas Madrid-Ciudad Real, en 1988, y Castillejo-Toledo, en 2003, comenzó el declive del complejo de Algodor. En la actualidad las instalaciones son empleadas para funciones logísticas. Debido a su carácter histórico, sus instalaciones han sido utilizadas para el rodaje de varias películas.
En torno a las instalaciones ferroviarias se llegó a formar un núcleo de población propio.

## Situación ferroviaria
La estación, que se encuentra a 467,9 metros de altitud, forma parte de los trazados de las siguientes líneas férreas:
- Línea férrea de ancho ibérico Castillejo Añover-Algodor, punto kilométrico 75,6.[2]
- Línea férrea de ancho ibérico Villaluenga-Algodor, punto kilométrico 61,05.[2]

## Historia
En junio de 1858 se inauguró la línea Castillejo-Toledo, un ramal ferroviario que enlazaba la histórica ciudad castellana con la línea Madrid-Alicante. En Algodor se situó un pequeño puesto ferroviario, con un edificio de viajeros. En 1859 las instalaciones pasaron a manos de la Compañía de los Ferrocarriles de Madrid a Zaragoza y Alicante (MZA), que adquirió la línea Castillejos-Toledo. A partir de 1879 se añadió un nuevo enlace ferroviario en Algodor, la línea Madrid-Ciudad Real. Con el paso de los años la estación fue ganando cada vez más importancia, acogiendo un gran flujo de viajeros y mercancías. Reflejo de la nueva situación, llegó a conformarse un poblado ferroviario en torno a la misma. Durante los años de la dictadura de Primo de Rivera las instalaciones ferroviarias fueron reformadas, levantándose un nuevo edificio de viajeros de estilo neomudéjar, una reserva de locomotoras y una rotonda giratoria.

### Bajo RENFE y Adif

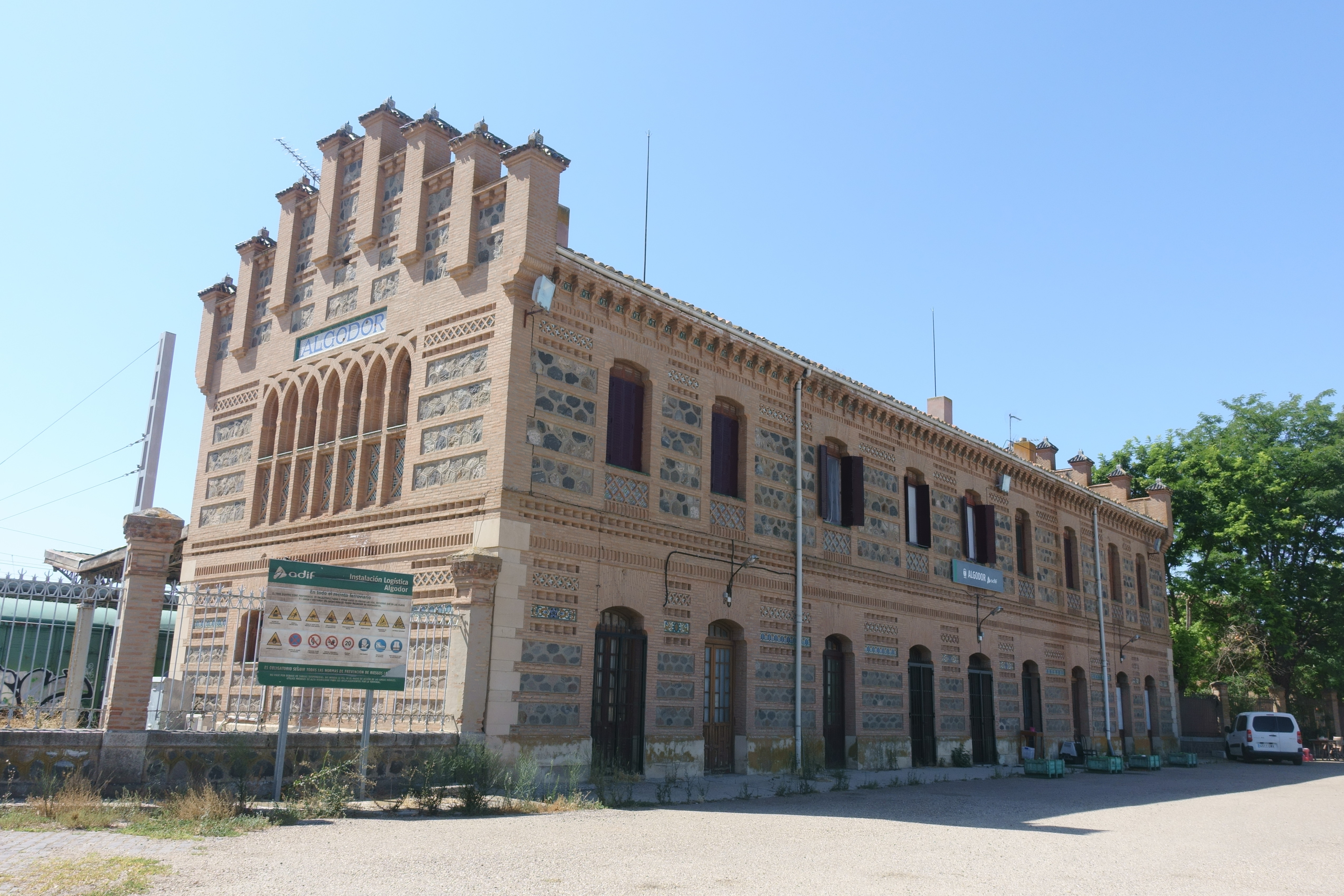
Edificio de viajeros, en 2021.

En 1941, con la nacionalización de toda la red ferroviaria de ancho ibérico, las instalaciones de Algodor se integraron en la red de RENFE. En enero de 1988 se clausuró la mayor parte de la línea Madrid-Ciudad Real, si bien el tramo comprendido entre las estaciones de Villaseca y Algodor se mantuvo plenamente operativo (lo que posteriormente pasaría a ser la línea Villaluenga-Algodor). En 2003 también se clausuró el trazado entre Algodor y Toledo con motivo de las obras para la construcción de la línea de alta velocidad La Sagra-Toledo. Esto supuso que la estación perdiera su histórica función de enlace con la ciudad imperial.
Desde enero de 2005 el ente Adif es el titular de las instalaciones mientras que Renfe Operadora explota las infraestructuras ferroviarias. El 15 de noviembre de 2005 salió de Algodor el último tren de pasajeros con dirección a Madrid, tras lo cual los servicios de viajeros fueron anulados y la estación se redujo a funciones logísticas y de mercancías.

## Características e instalaciones

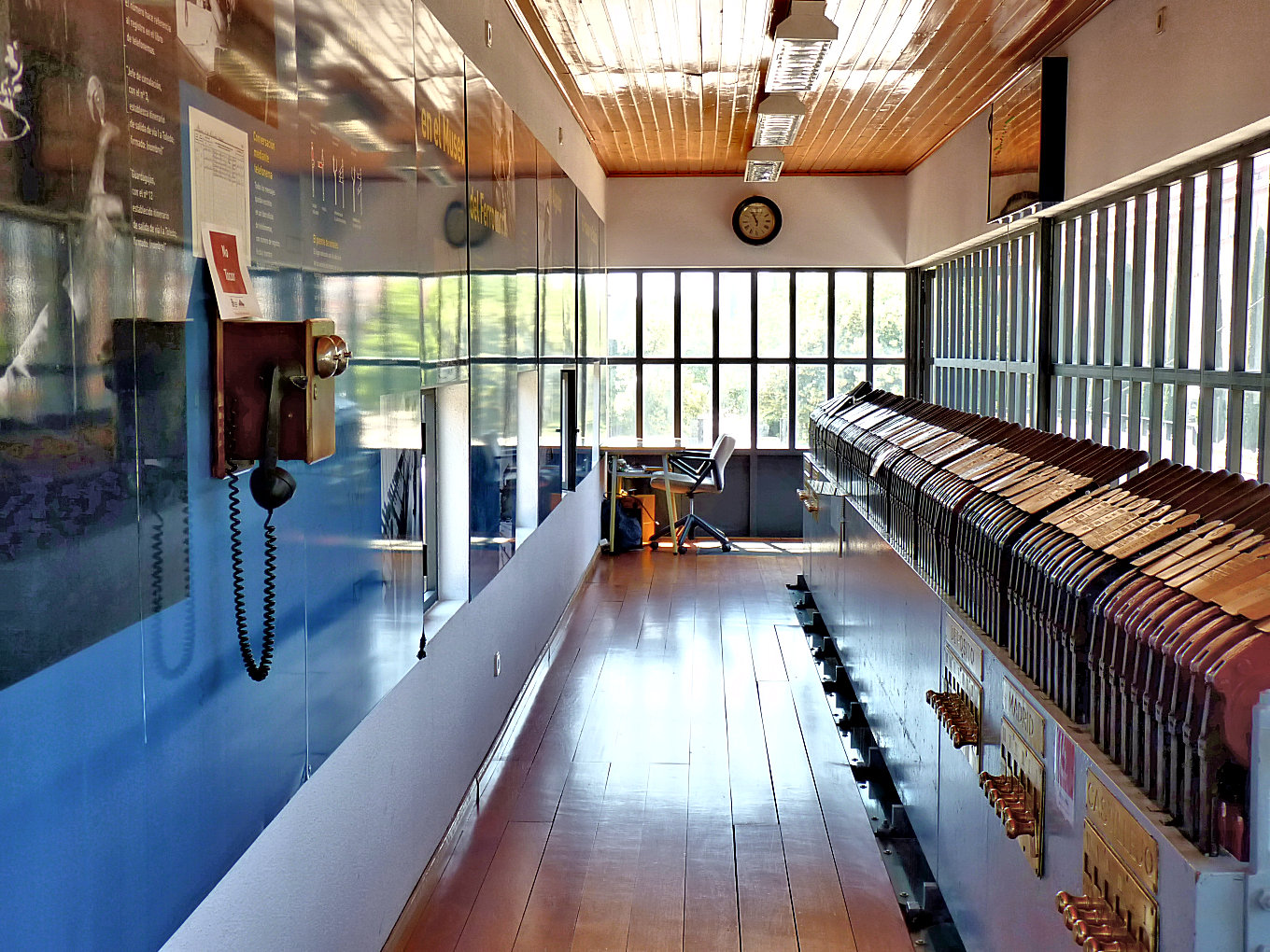
Vista de las instalaciones del enclavamiento de Algodor, ahora en el Museo del Ferrocarril de Madrid.

La estación llegó a contar con un enclavamiento centralizado para la gestión del tráfico ferroviario de las líneas Madrid-Ciudad Real y Castillejo-Toledo a su paso por Algodor. Instalado hacia 1927, este enclavamiento era de tipo hidráulico y disponía de hasta 110 palancas, de las cuales 70 estaban dedicadas al accionamiento de señales y otras 40 a los cambios de aguja. La instalación estuvo en servicio durante más de siete décadas, siendo sustituida en el año 2000 por otra de tipo electrónico. Encontrándose fuera de servicio, en 2003 se desmontaron los principales instrumentos para su traslado y reinstalación en el Museo del Ferrocarril de Madrid. La estación consta de un total de tres andenes y quince vías, estando electrificadas de la vía 1 a la vía 6. La vía de mayor longitud es la 1 con un total de 547 metros.